# Polonia en los Juegos Olímpicos de Ámsterdam 1928
Polonia estuvo representada en los Juegos Olímpicos de Ámsterdam 1928 por un total de 93 deportistas que compitieron en 11 deportes.  
El portador de la bandera en la ceremonia de apertura fue el luchador Marian Cieniewski.

## Medallistas
El equipo olímpico polaco obtuvo las siguientes medallas:
| Nombre                                                                                              | Deporte   | Competición                |
| --------------------------------------------------------------------------------------------------- | --------- | -------------------------- |
| Oro                                                                                                 |           |                            |
| Halina Konopacka                                                                                    | Atletismo | Disco F                    |
| Plata                                                                                               |           |                            |
| Kazimierz Gzowski (Mylord) Kazimierz Szosland (Alli) Michał Antoniewicz (Readgleadt)                | Hípica    | Saltos por eqs.            |
| Bronce                                                                                              |           |                            |
| Tadeusz Friedrich Kazimierz Laskowski Aleksander Małecki Adam Papée Władysław Segda Jerzy Zabielski | Esgrima   | Sable por eqs. M           |
| Michał Antoniewicz (Moja Miła) Józef Trenkwald (Lwi Pazur) Karol Rómmel (Doneuse)                   | Hípica    | Concurso completo por eqs. |
| Leon Birkholc Franciszek Bronikowski Edmund Jankowski Bernard Ormanowski Bolesław Drewek            | Remo      | Cuatro con timonel (M4+) M |